# Rio Acheron (Marlborough)
O rio Acheron é um rio da Ilha do Sul da Nova Zelândia, na região de Marlborough que vai desaguar no rio Clarence. Ele corre para o sudoeste e para leste numa distância total de 60 quilômetros, juntando-se ao rio Clarence na parte sul das montanhas Inland Kaikoura.